# シャノン・コール
シャノン・コール（Shannon Cole, 1984年8月4日 - ）は、オーストラリア・ニューサウスウェールズ州シドニー出身のプロサッカー選手。アメリカ合衆国NPSL・FCアリゾナ所属。元オーストラリア代表。ポジションはディフェンダー、ミッドフィルダー。

## 経歴

### クラブ

#### 初期
ニューサウスウェールズ州リーグのAPIAライカート・タイガースでキャリアを始め、同リーグのダルウィッチ・ヒルFC, ロックデール・シティ・サンズFC, パラマッタFCと渡り歩いた。その後、オーストラリアを離れミシガン州ノースヴィルにあるアメリカの大学とニュージランドのワイタケレ・ユナイテッドでプレーした。また、イングランドのドンカスター・ローヴァーズFCのトライアルを受け、イスラエルのマッカビ・ネタニヤFCで短期間過ごした。
2007年、オーストラリアに戻りNSW州リーグのシドニー・オリンピックFCと契約。翌2008年、ジョニー・ウォーレン・カップ決勝でサザーランド・シャークスFCを延長戦の末に2-1で破り優勝。この試合でコールは、52分にフリーキックでEmmanuel Giannarosの先制ゴールをアシストした。

#### シドニーFC
2008年8月15日、シドニー・オリンピックからシドニーFCに2年契約で加入。両サイドバック・両サイドハーフをこなすポリバレントな能力が評価されてのことだった。8月23日、セントラルコースト・マリナーズFCでフリーキックを獲得すると、壁を越えるほどの弧を描くボールをゴール隅に決め、この移籍初ゴールが決勝ゴールになり3-2で勝利した。次節のパース・グローリーFC戦でもゴールを決め、チーム内でのポジションを確保した。12月のメルボルン・ビクトリーFC戦では、試合開始30秒弱に先制ゴールを決めるも2-3で敗北した。
2010年8月7日の第1節メルボルン・ビクトリー戦でFK, 第8節ノースクイーンズランド・フューリーFC戦でペナルティエリア外からゴール, 第15節パース・グローリー戦でアレックス・ブロスケからのパスをDFを抜き去りながら貰い、GKのタンドゥ・ベラフィが滑りながら止めようとする横にボールを流しこんで決めるなど、2010-11シーズンは3ゴールを記録した。

#### ウェスタン・シドニー
2012年6月30日、新たに創設されたウェスタン・シドニー・ワンダラーズFCと契約を結んだ。

### 代表
2008年10月1日、2010 FIFAワールドカップ・アジア予選カタール戦に向けたオーストラリア代表の合宿にピム・ファーベーク監督から初招集される も、22人のメンバー入りは果たせなかった。
2009年1月19日、AFCアジアカップ2011 (予選)インドネシア戦に向け2度目の招集をされる も出番はなく、2010年3月4日のインドネシアとの第2戦で、ようやく代表デビューをし73分までプレーした。

## タイトル

### クラブ
ウェスタン・シドニー・ワンダラーズFC
- AFCチャンピオンズリーグ：2014

### 個人
- AFCチャンピオンズリーグ ドリーム チーム：2014